# Кривченська сільська рада
Кри́вченська сільська́ ра́да — колишня адміністративно-територіальна одиниця та орган місцевого самоврядування в Чортківському районі Тернопільської області. Адміністративний центр — с. Кривче.

## Загальні відомості
- Територія ради: 7,183 км²
- Населення ради: 1 865 осіб (станом на 2001 рік)

До 19 липня 2020 р. належала до Борщівського району.
20 листопада 2020 р. увійшла до складу Борщівської міської ради.

## Населені пункти
Сільській раді були підпорядковані населені пункти:
- с. Кривче

## Населення
Згідно з переписом УРСР 1989 року чисельність наявного населення сільської ради становила 1976 осіб, з яких 922 чоловіки та 1054 жінки.
За переписом населення України 2001 року в сільській раді мешкало 1848 осіб.

### Мова
Розподіл населення за рідною мовою за даними перепису 2001 року:
| Мова       | Відсоток |
| ---------- | -------- |
| українська | 99,62 %  |
| російська  | 0,38 %   |

## Склад ради
Рада складалася з 17 депутатів та голови.
- Голова ради:
- Секретар ради: Гусак Ольга Іванівна

### Керівний склад попередніх скликань
| Прізвище, ім'я, по батькові | Основні відомості                                    | Дата обрання | Дата звільнення |
| --------------------------- | ---------------------------------------------------- | ------------ | --------------- |
| Базюк Володимир Степанович  | Сільський голова, 1963 року народження, безпартійний | 26.03.2006   | 31.10.2010      |

Примітка: таблиця складена за даними сайту Верховної Ради України

### Депутати
За результатами місцевих виборів 2010 року депутатами ради стали:

#### За суб'єктами висування
| Суб'єкт висування | Кількість обраних депутатів | %   |
| ----------------- | --------------------------- | --- |
| Самовисування     | 16                          | 100 |

#### За округами
| № округу | Прізвище, ім'я, по батькові    | Дата визнання обраним | Освіта             | Партійна приналежність                | Відомості про обраного депутата          |
| -------- | ------------------------------ | --------------------- | ------------------ | ------------------------------------- | ---------------------------------------- |
| 1        | Сенюк Олександра Володимирівна | 01.11.2010            | вища               | член Політичної партії «Наша Україна» | Амбулаторія с. Кривче, лікар             |
| 2        | Тісногуз Іван Степанович       | 01.11.2010            | вища               | позапартійний                         | загальноосвітня школа с. Кривче, вчитель |
| 3        | Брик Микола Васильович         | 01.11.2010            | вища               | позапартійний                         | загальноосвітня школа с. Кривче, вчитель |
| 4        | Бойчук Іван Степанович         | 01.11.2010            | вища               | позапартійний                         | ПАТКомпанія"Райз", менеджер              |
| 5        | Заплітний Іван Фелорович       | 01.11.2010            | середня спеціальна | позапартійний                         | тимчасово не працює                      |
| 6        | Соліляк Петро Миколайович      | 01.11.2010            | середня спеціальна | позапартійний                         | тимчасово не працює                      |
| 7        | Башняк Віктор Іванович         | 01.11.2010            | середня спеціальна | позапартійний                         | підприємець                              |
| 8        | Вархал Наталія Маркіянівна     | 01.11.2010            | вища               | позапартійна                          | Продавець, с. Кривче, підприємець        |
| 9        | Гусак Володимир Стапанович     | 01.11.2010            | середня спеціальна | позапартійний                         | МП «Контакт», підприємець                |
| 10       | Стефанків Василь Юрійович      | 01.11.2010            | середня            | позапартійний                         | ПП «Жаровська М.», водій                 |
| 11       | Яструбчак Галина Михайлівна    | 01.11.2010            | вища               | позапартійна                          | загальноосвітня школа с. Кривче, вчитель |
| 12       | Марцінюк Василь Степанович     | 01.11.2010            | вища               | позапартійний                         | тимчасово не працює                      |
| 13       | Гуска Володимир Іванович       | 01.11.2010            | середня            | позапартійний                         | м. Київ, «буд. Інвест транс», водій      |
| 14       | Гусак Ольга Іванівна           | 01.11.2010            | вища               | позапартійна                          | с. Кривче, сільська рада, секретар       |
| 15       | Бойчук Іван Максимович         | 01.11.2010            | середня спеціальна | позапартійний                         | с. Кривче, амбулаторія, водій            |
| 16       | Санетра Валерій Володимирович  | 01.11.2010            | середня спеціальна | позапартійний                         | с. Кривче, Будинок Культури, директор    |